# JSL
JSL é uma empresa brasileira de logística, transporte rodoviário de cargas e fretamento. Sua sede está localizada no município de Mogi das Cruzes, estado de São Paulo e pertence a holding Simpar.

## História
Foi criada em 1956 pelo empresário português Julio Simões como Transportadora Julio Simões Ltda ao adquirir seu primeiro caminhão. Começou as suas atividades fazendo o transporte de produtos hortifrutigranjeiros de Mogi das Cruzes, na Grande São Paulo, para São Paulo e Rio de Janeiro. Depois passou a fazer o transporte para a indústria de papel e celulose e “cargas pesadas”, especializando-se neste segmento
.
Em 1981, com 14 anos, Fernando Antônio Simões, o filho caçula do Sr. Julio, começou a trabalhar na empresa, passou por diversas áreas e, em 1986, tornou-se diretor operacional. Dois anos depois assumiu a área comercial da companhia.
No final da década de 80, o grupo iniciou sua diversificação passando a atuar em locação de veículos leves e fretamento para transporte de colaboradores. Já no início da década de 90, Fernando já dividia com o pai a gestão da companhia e deu continuidade à diversificação de negócios.
No ano de 2001, chegou a liderança no ranking em seu segmento, posição em que permanece desde então. Em 2006, foi criado o Instituto Julio Simões com o objetivo de concentrar e aprimorar todas as ações sociais que sempre foram realizadas pelo fundador em prol das comunidades.
No ano de 2007 comprou a Lubiani Transportes, sediada na cidade de Piracicaba.
Em 2010, foi realizada a abertura de capital na Bolsa de Valores e a mudança da marca para JSL S.A.. 
Adquiriu a Rodoviário Schio, a maior empresa de transporte e armazenagem de alimentos em temperaturas controladas do país, em 2011.
Em 8 de março de 2012, o fundador Julio Simões faleceu aos 84 anos, vítima de complicações cardiorrespiratórias.
No ano de 2013 adquiriu a Trans Rio Sergipe, em Aracaju, concessionária Volkswagen Caminhões e Ônibus. Em setembro do mesmo ano adquiriu a empresa de locação de veículos Movida por 65 milhões de reais.
Já em 2016, comprou a Quick Logística.
Em julho de 2020, numa reestruturação societária, a atividade de holding, que até então era realizada pela própria JSL, passou a ser exercida pela Simpar, com o objetivo de direcionar, acompanhar e controlar a execução dos planos de negócio das companhias controladas, desenvolver novos negócios e segmentos de atuação e assegurar o alinhamento de valores, cultura e modelo de gestão.
Adquiriu as empresas Fadel e Transmoreno no mês de agosto de 2020.
Continuando o ritmo de expansão, no início de 2021, comprou as empresas Pronto Express e Rodomeu.
Em março de 2021, após 12 anos, Fernando Simões deixa a presidência da JSL para ser o executivo da holding Simpar, que controla a própria JSL e outras empresas.Em seu lugar, assume Ramon Garcia de Alcaraz, fundador e ex-executivo da Fadel, que foi adquirida anteriormente.

## Atualidade
Hoje atua em diversos ramos, como transportes de cargas gerais, logística e cadeia de suprimentos, armazenagem, distribuição e fretamento. Atualmente é a maior empresa de transporte rodoviário do Brasil e possui varias filiais espalhadas pelo país. 
Seu principal investimento hoje, é em aumentar sua frota para suprir a necessidade do mercado. É a maior transportadora de cargas do Brasil e possui números grandiosos: 230 filiais no Brasil, Argentina, Uruguai, Paraguai e Chile, mais de 20.000 colaboradores, mais de 12.800 ativos, 19 centros de distribuição.